# Movimento Scout Svizzero
Il Movimento Scout Svizzero (MSS) è l'organizzazione nazionale dello scautismo e del guidismo in Svizzera. Il suo nome nelle varie lingue nazionali della Svizzera è:
- Tedesco: Pfadibewegung Schweiz (PBS)
- Francese: Mouvement Scout de Suisse (MSdS)
- Italiano: Movimento Scout Svizzero (MSS)
- Romancio: Moviment Battasendas Svizra (MBS)

Il MSS ha circa 50.000 soci in 700 unità.

## Storia
Il Movimento Scout Svizzero viene fondato il 24 maggio 1987 come successore giuridico delle due precedenti Federazioni nazionali, la Federazione Esploratori Svizzeri (fondata l'8 ottobre 1913) e la Federazione Esploratrici Svizzere (fondata il 4 ottobre 1919).

## Struttura
| Suddivisione in branche | Suddivisione in branche | Suddivisione in branche | Suddivisione in branche |
| Nome branca             | Fascia d'età            |                         |                         |
| ----------------------- | ----------------------- | ----------------------- | ----------------------- |
| Lupetti                 | 8-11                    |                         |                         |
| Esploratori             | 11-15                   |                         |                         |
| Pionieri                | 15-18                   |                         |                         |
| Rover                   | 18+                     |                         |                         |
|                         |                         |                         |                         |

È una federazione di 22 associazioni cantonali molto indipendenti.
Le branche sono 4:
1. Branca Lupetti (lupette e lupetti): comprende bambini tra gli 8 e gli 11 anni
2. Branca Esploratori (esploratrici/esploratori): comprende bambini e ragazzi tra gli 11 e i 15 anni
3. Branca Pionieri (pioniere/pionieri): giovani tra 15 e 18 anni
4. Branca Rover: Giovani adulti a partire dai 18 anni, che sono attivi sia come rover sia come capi (o animatori). In generale il MSS non fissa limiti superiori d'età per la quarta branca.

Possiede anche un settore dedicato ai disabili chiamato Scout ad ogni costo.

## Terminologia
Fino al 2007 in quest'associazione si usavano, in lingua italiana, i termini "scaut" e "scautismo". L'associazione si chiamava infatti "Movimento Scaut Svizzero".
Nell'autunno del 2007 durante l'assemblea dei delegati è stato deciso di cambiare il nome italiano, e quindi non viene più usato il termine scaut ma scout. Vi è comunque una certa libertà di pensiero in questo campo.